# Program Salut

Logo programu Salut

Salut (ros. Салют) – seria radzieckich stacji kosmicznych, konstruowanych w latach 70. i 80. dwudziestego wieku. Konstrukcja stacji była stosunkowo prosta – składały się z pojedynczego modułu, wynoszonego na orbitę jednym startem rakiety nośnej. Program znano również jako DOS (ros. Dołgowriemiennaja Orbitalnaja Stancija – Długoczasowa Stacja Orbitalna).
Pod przykrywką cywilnego programu naukowego realizowany był jednocześnie wojskowy program Ałmaz (ros. АЛМАЗ), którego celem było stworzenie orbitalnych stacji wojskowych przeznaczonych do zwiadu. Uruchomienie programu spowodowane było wcześniejszymi, analogicznymi pracami prowadzonymi przez Stany Zjednoczone w ramach programu Manned Orbiting Laboratory. Niewykorzystane w programie kadłuby OPS (ros. орбитальная пилотируемая станция) niedoszłych stacji Ałmaz zostały zakupione w pierwszej dekadzie XXI wieku przez firmę Excalibur Almaz na potrzeby komercyjnych lotów kosmicznych.

## Historia
Związek Radziecki przyznał niechętnie, że stracił szanse na zwycięstwo ze Stanami Zjednoczonymi w wyścigu do pierwszego załogowego lądowania na Księżycu, i przeorientował swoje zainteresowania na długotrwałe przebywanie w kosmosie. Plany pierwszej stacji kosmicznej powstały już w 1964 roku w ramach ściśle tajnego wojskowego programu kosmicznego znanego jako Ałmaz (Diament). Trzy lata później projekt został przyjęty do realizacji.

Początkowo składał się z koncepcji zbudowania trzech elementów: 20-tonowej stacji kosmicznej, którą miała się opiekować trzyosobowa załoga, wyposażonej w aparaty Agat, przeznaczone do wykonywania zdjęć obiektów wojskowych; pojazdów kosmicznych wielokrotnego użytku do przewożenia załóg i ładunku tam i z powrotem, a także rakiet Proton, które miały wynosić wszystkie składniki w przestrzeń kosmiczną. Dodatkowo stacja miała być wyposażona w małą kapsułę, która mogła być wystrzelona ze stacji i szybko dotrzeć na Ziemię, by dostarczyć filmy wywiadowcze i inne małe ładunki.
Od 1976 badano możliwości bojowych zastosowań stacji Salut/Ałmaz, np. uzbrojenie je w karabiny Szczit-1 z pociskami fragmentującymi, z czego powstały projekty Kaskad i Skif.

## Parametry projektu
Gabaryty radzieckich stacji z serii Salut podyktowane były udźwigiem używanych ówcześnie rakiet typu Proton, służących do wynoszenia stacji na orbitę. Z zakładów produkcyjnych Chruniczewa w Moskwie na kosmodrom Bajkonur w Kazachstanie stacja kosmiczna jechała koleją. Aby nie zostać zidentyfikowana przez amerykańskie satelity szpiegowskie, musiała się zmieścić w zwykłym wagonie. Stacje DOS składały się z pojedynczego cylindra o długości, w zależności od projektu, od 13,6 do 16 metrów. Średnica stacji wynosiła zależnie od sekcji od 2 do 4,15 m. Objętość hermetyzowana wynosiła do 83 m³, w tym przestrzeni swobodnej niespełna 50 m³. Na powierzchni bazy montowane były płyty z ogniwami słonecznymi (początkowo cztery, o powierzchni 28 m², w późniejszych projektach – od stacji Salut 4 – zmniejszono ich liczbę do trzech, zaś powierzchnię zwiększono). Prąd uzyskany z systemu ogniw magazynowany był w akumulatorach niklowo-kadmowych. Na części aparaturowej oraz na kadłubie umieszczono odpowiednio dwa większe silniki korekcyjne oraz 32 dysze mniejsze (o ciągu ok. 140 N), służące do zmiany orientacji przestrzennej bazy i jej stabilizacji.

### Segmenty stacji
Część przejściowa (o średnicy 2 m), miała (wraz z węzłem cumowniczym) ok. 3 m długości. Pojemność hermetyzowana wynosiła ~8 m³. Umożliwiała dokowanie załogowych statków Sojuz i bezzałogowych transportowców Progress oraz służyła za śluzę, umożliwiającą wyjście w przestrzeń.
Część robocza o średnicy od 2,9 do 4,15 m oraz długości ~9 m stanowiła zasadnicze pomieszczenie robocze stacji. Objętość hermetyzowana sekcji wynosiła ok. 75 m³. Znajdowały się tam urządzenia niezbędne do życia załogi – zapasy pożywienia, sprzęt gimnastyczny, systemy higieny osobistej i asenizacji, a także pulpity sterownicze bazy. W kadłubie znajdowało się kilkanaście iluminatorów pozwalających na obserwację z użyciem rozmaitych urządzeń.
Agregatowa (aparaturowa) część bazy zawierała niehermetyzowaną aparaturę. Miała średnicę od 2,3 do 4,15 m i długość 3,5 m. Znajdowały się na niej korekcyjne silniki rakietowe od ciągu ok. 4000 N. W stacjach Salut 6 i Salut 7 na części tej zamontowano dodatkowy węzeł dokujący wraz ze śluzą przejściową, umożliwiający jednoczesne cumowanie dwóch pojazdów typu Sojuz lub Progress, natomiast silniki korekcyjne zostały odsunięte ku krawędzi cylindra, a ich ciąg zmniejszono do ok. 3000 N.

### Moduły TKS / FGB
W ramach programu testowano moduły naukowe, oparte na konstrukcji niedoszłego statku załogowego dla baz typu Ałmaz. Wysłano trzy pojazdy - Kosmos 1267 (cumował do stacji Salut 6), Kosmos 1443 oraz silnie przebudowany pod kątem pełnienia roli laboratorium orbitalnego Kosmos 1686 (oba cumowały do stacji Salut 7). W szczególności ten ostatni był platformą testową dla stworzenia przyszłych modułów naukowych stacji Mir opartych na bloku FGB – Kwant-2, Kristałł, Spiektr i Priroda.

## Opis stacji

### Salut 1(DOS 1)
Salut 1 był pierwszą stacją kosmiczną w historii, wyniesioną na orbitę 19 kwietnia 1971. Jej pierwsza załoga, na pokładzie pojazdu Sojuz 10, nie mogła dostać się na jej pokład ze względu na awarię mechanizmu dokującego. Załoga druga, na pokładzie kapsuły Sojuz 11, spędziła na jej pokładzie 23 dni. Niestety awaria systemu wyrównywania ciśnienia w kapsule doprowadziła do śmierci wszystkich trzech kosmonautów podczas lądowania. Stacja weszła w atmosferę Ziemi 11 października 1971 roku.

### Salut 2(Ałmaz 1)
Salut 2, wystrzelony 3 kwietnia 1973 roku, stanowił w rzeczywistości prototyp ściśle tajnej stacji kosmicznej Ałmaz, czyli „Diament” – oznaczenie Salut nadano, aby ukryć jej prawdziwe przeznaczenie. Mimo że nazywała się tak samo jak pierwsza, zbudowana przez Wasilija Miszyna, całkowicie się od niej różniła. Jej konstruktorem był rywal Miszyna – Władimir Czełomiej. Powstała do celów wojskowych. Miała duży teleskop, zajmujący całą wysokość jej kabiny. Wskutek wadliwej pracy trzeciego stopnia rakiety Proton nowa stacja uzyskała zbyt szybką rotację, co praktycznie uniemożliwiło jej wykorzystanie do misji załogowych. Salut 2 obiegał Ziemię przez 55 dni, do 28 maja 1973 roku.
Stację Salut oznaczoną DOS 3, której nazwę przejęła stacja Ałmaz, wyniesiono na orbitę 11 maja 1973 roku, trzy dni przed startem amerykańskiej stacji Skylab. Błąd w oprogramowaniu stacji, pozostającej w tym momencie poza zasięgiem radzieckiej kontroli lotu, doprowadził do odpalenia silników korekcyjnych stacji, które kontynuowały pracę aż do całkowitego wyczerpania paliwa. Ponieważ stacja znajdowała się już na orbicie i została wychwycona przez zachodnie radary, władze radzieckie ogłosiły, że pojazd był satelitą o nazwie Kosmos 557. Stacja przetrwała na orbicie zaledwie 11 dni i była, podobnie jak poprzednia, bezużyteczna.

### Salut 3(Ałmaz 2)
Salut 3 został wystrzelony 25 czerwca 1974. On także należał do wojskowego programu Ałmaz. Po raz pierwszy zastosowano w niej ruchome płaszczyzny z bateriami słonecznymi, automatycznie kierowane ku Słońcu, co pozwoliło na bardziej ekonomiczną gospodarkę paliwem dla silników korekcyjnych. Zwiększono funkcjonalność pomieszczeń wewnętrznych przy nie zmienionej objętości, ponadto wyposażono stację w automatyczny powrotnik (lądownik). Na nową stację posłano dwie załogi. Pierwsza, w składzie Pawel Popowicz i Jurij Artiuchin, dotarła w statku Sojuz 14 5 lipca i pracowała przez 15 dni; druga wystartowała 26 sierpnia 1974 r. w Sojuzie 15, lecz operacja połączenia nie powiodła się i załoga Giennadij Sarafanow i Lew Diomin po dwóch dniach powróciła na Ziemię. 23 września 1974 r. odzyskano ze stacji lądownik zawierający kasety z filmami. Sama stacja zakończyła żywot 25 stycznia 1975 roku po 214 dniach lotu. Stacja posłużyła do testów czujników rozpoznawczych i kamer. 24 stycznia 1975 roku przeprowadzono na orbicie testy działka pokładowego Nudelmann o kalibrze 23 mm (niektóre źródła twierdzą, że było to działko Nudelmann NR-30 o kalibrze 30 mm). Uzyskano pozytywne wyniki w strzelaniach na odległości od 500 do 3000 metrów. Podczas prób zniszczono satelitę – cel. Następnego dnia rozpoczęto wprowadzanie stacji w atmosferę.

### Salut 4(DOS 4)
Stację Salut 4 wyniesiono na orbitę 26 grudnia 1974 roku, czyli przed zakończeniem istnienia bazy satelitarnej Salut 3. Stacja ta miała zmodyfikowaną konstrukcję. Zamiast 4 płyt z fotoogniwami, zainstalowano na niej tylko 3 płyty, ale o większej rozpiętości. Dwie umieszczono naprzeciw siebie, po „bokach” bazy, a trzecią – prostopadle do nich, na grzbiecie bazy. Zastosowano zamocowania wahliwe, umożliwiające oddzielne skierowanie każdej płyty ku Słońcu, bez obracania w tym celu całej stacji. Uprościło to użytkowanie bazy, a jednocześnie polepszyło zaopatrzenie w energię elektryczną. Stanowiła wierną kopię stacji DOS 3, lecz w przeciwieństwie do niej, misja Saluta 4 zakończyła się sukcesem. Na jej pokładzie przebywały dwie załogi, wyniesione przez kapsuły Sojuz 17 i Sojuz 18. Druga załoga spędziła na pokładzie 63 dni. Ustanowiła tym samym nowy radziecki rekord, poważnie zbliżając się do rekordu trzeciej załogi Skylaba (84 dni). Salut 4 był pierwszą radziecką stacją odwiedzoną przez więcej niż jedną załogę. 17 listopada 1975 roku przycumował do Saluta bezzałogowy statek Sojuz 20, prototyp przyszłych statków towarowych. 16 lutego 1976 r. Sojuz 20 odłączył się od bazy i wylądował na Ziemi. Stacja Salut 4 pozostawała na orbicie ponad dwa lata, zanim spłonęła w atmosferze 3 lutego 1977 r.

### Salut 5(Ałmaz 3)
Stację Salut 5 wyniesiono na orbitę 22 czerwca 1976 roku. Stanowiła trzecią i ostatnią stację programu Ałmaz. Odwiedziły ją dwie załogi – na pokładzie Sojuza 21 i Sojuza 24. 26 lutego 1977 roku od bazy odłączył się lądownik, zawierający materiały badawcze, których rodzaju bliżej nie sprecyzowano, i pomyślnie powrócił na Ziemię. Sama baza Salut 5 zakończyła swe istnienie 8 sierpnia 1977 roku.

### Salut 6(DOS 5)
Salut 6, wystrzelony 29 września 1977, mimo zewnętrznego podobieństwa do poprzedników stanowił przełom w projektowaniu stacji kosmicznych. Wyposażony był w drugi port cumowniczy, dzięki któremu stację mogły odwiedzać automatyczne pojazdy transportowe Progress, dostarczające na pokład paliwo i zaopatrzenie. Stację odwiedziło 5 załóg długoterminowych i 11 krótkoterminowych, w tym kosmonauci z krajów Układu Warszawskiego w ramach programu Interkosmos. Już pierwsza załoga stacji ustanowiła rekord długości pobytu na orbicie, przebywając na stacji przez 96 dni. Najdłuższy czas pobytu na pokładzie Saluta 6 to 185 dni. Jednym z kosmonautów, którzy odwiedzili tę stację był pierwszy Polak w kosmosie, Mirosław Hermaszewski, który brał udział w misji Sojuz 30 w 1978 roku. Po zakończeniu załogowych wypraw na pokład stacji przeprowadzono z jej wykorzystaniem test dokowania ciężkiego modułu TKS (oznaczonego jako Kosmos 1267), opracowanego przy użyciu niewykorzystanych elementów programu Ałmaz.

### Salut 7(DOS 6)

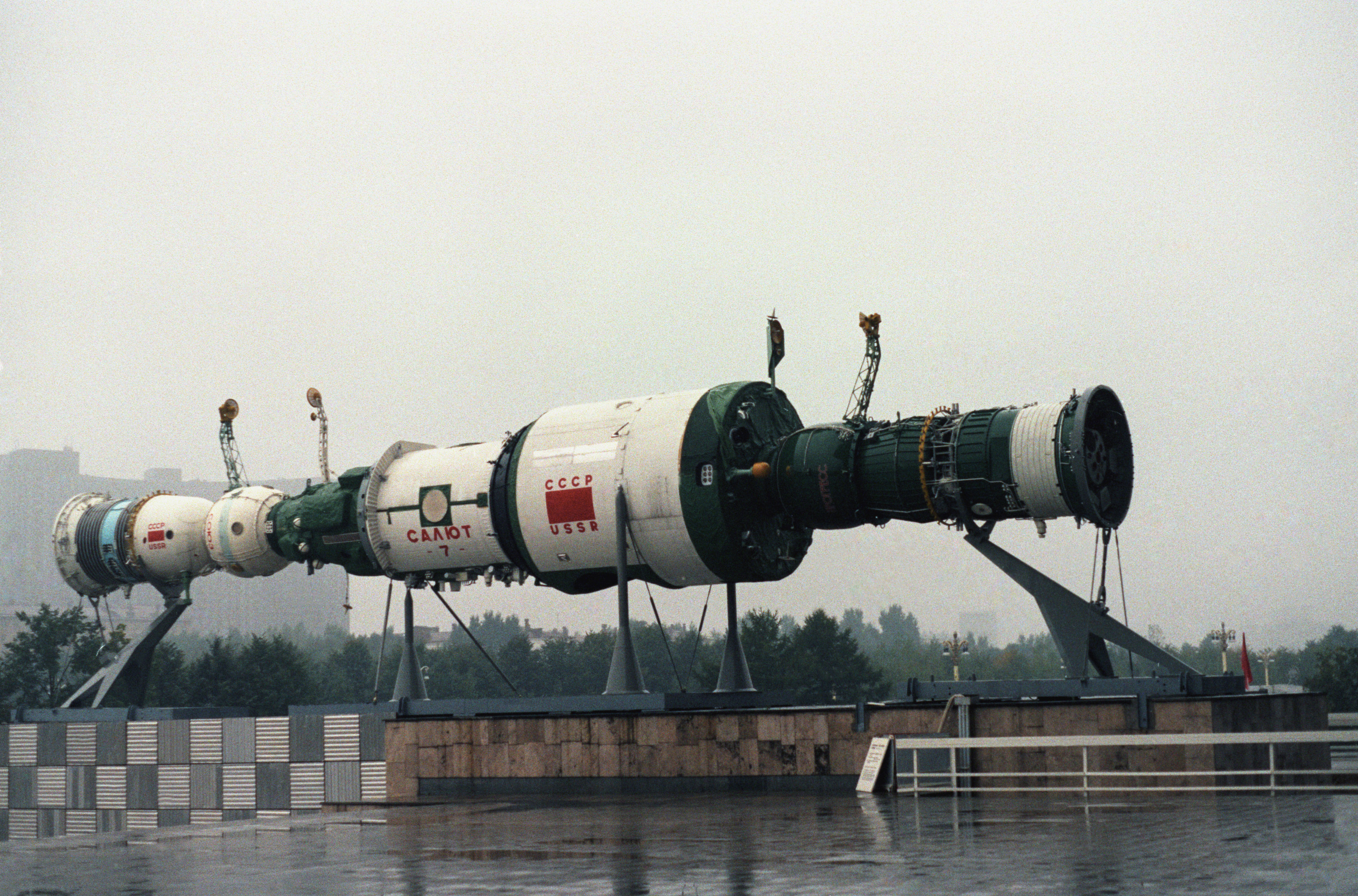
Model stacji kosmicznej Salut 7 z przycumowanymi statkami Sojuz i Progress

Salut 7, bardzo zbliżony konstrukcyjnie do Saluta 6, wystrzelono 19 kwietnia 1982 roku. Odwiedziło go 6 ekspedycji długoterminowych i cztery krótkoterminowe. Poza eksperymentami prowadzonymi na pokładzie stacji, wykorzystano ją do dalszych testów technik dokowania ciężkich modułów stacji, nazywanych ciężkimi modułami Kosmos. Próby te były niezbędne do budowy (projektowanej) modułowej stacji kosmicznej Mir.

### DOS 7
Kolejny projekt programu Salut, podobny budową do poprzednich dwóch stacji, jednak wyposażony w sześć portów cumowniczych, został wyniesiony w kosmos w 1986 roku i stał się modułem bazowym znacznie większej stacji orbitalnej Mir. Sam moduł DOS 7 ważył 20,4 tony. Stacja była rozbudowywana przez kolejne 10 lat i służyła kosmonautom do 2001 roku.

## Radzieckie i rosyjskie stacje kosmiczne
| Nazwa stacji kosmicznej | Start                         | Koniec lotu                | Długość lotu [dni] | Czas lotu załogowego [dni] | Liczba osób odwiedzających stację | Liczba załogowych statków kosmicznych odwiedzających stację | Liczba bezzałogowych statków kosmicznych odwiedzających stację | Masa [t] |
| ----------------------- | ----------------------------- | -------------------------- | ------------------ | -------------------------- | --------------------------------- | ----------------------------------------------------------- | -------------------------------------------------------------- | -------- |
| Salut 1                 | 19 kwietnia 1971 01:40:00 UTC | 11 października 1971       | 175                | 24                         | 3                                 | 2                                                           | 0                                                              | 18,425   |
| Salut 2 (Ałmaz 1)       | 4 kwietnia 1973 09:00:00 UTC  | 28 maja 1973               | 54                 | 0                          | 0                                 | 0                                                           | 0                                                              | 18,500   |
| Salut 3 (Ałmaz 2)       | 25 czerwca 1974 22:38:00 UTC  | 24 stycznia 1975           | 213                | 15                         | 2                                 | 1                                                           | 0                                                              | 18,500   |
| Salut 4                 | 26 grudnia 1974 04:15:00 UTC  | 3 lutego 1977              | 770                | 92                         | 4                                 | 2                                                           | 1                                                              | 18,500   |
| Salut 5 (Ałmaz 3)       | 22 czerwca 1976 18:04:00 UTC  | 8 sierpnia 1977            | 412                | 67                         | 4                                 | 2                                                           | 0                                                              | 19,000   |
| Salut 6                 | 29 września 1977 06:50:00 UTC | 29 lipca 1982              | 1764               | 683                        | 33                                | 16                                                          | 14                                                             | 19,000   |
| Salut 7                 | 19 kwietnia 1982 19:45:00 UTC | 7 lutego 1991              | 3216               | 816                        | 26                                | 10                                                          | 15                                                             | 19,000   |
| Mir                     | 19 lutego 1986 21:28:23 UTC   | 23 marca 2001 05:50:00 UTC | 5511               | 4594                       | 137                               | 39                                                          | 68                                                             | 124,340  |